# Matthew Mungle
Matthew W. Mungle (* 26. Oktober 1956 in Durant, Oklahoma) ist ein US-amerikanischer Maskenbildner.

## Leben
Mungle wurde als eines von fünf Kindern des in Atoka ansässigen Farmers Jene und seiner Frau Becky geboren. Nach dem Abschluss der Highschool 1975 studierte er Theater an der Oklahoma State University – Stillwater.
1977 ging er nach Hollywood und absolvierte von Februar bis Mai 1978 eine Ausbildung bei Joe Blasco und blieb danach bei diesem als Ausbilder tätig. Seit 1981 war er an mehr als 250 Film- und Fernsehproduktionen beteiligt.
Am 15. Juni 1979 heiratet er John E. Jackson.
1987 gründete er zusammen mit Clinton Wayne W.M. Creations, Inc.

## Auszeichnungen

### Oscars
Matthew Mungle hat einen Oscar gewonnen und wurde darüber hinaus viermal nominiert:
Gewonnen
- 1993: Bestes Make-up in Bram Stoker’s Dracula (gemeinsam mit Greg Cannom und Michèle Burke)

| Nominiert |
| - 1993: Bestes Make-up in Schindlers Liste (gemeinsam mit Christina Smith und Judith A. Cory) - 1996: Bestes Make-up in Das Attentat (gemeinsam mit Deborah La Mia Denaver) - 2011: Bestes Make-up in Albert Nobbs (gemeinsam mit Martial Corneville und Lynn Johnson) - 2021: Bestes Make-up und beste Frisuren in Hillbilly-Elegie (gemeinsam mit Patricia Dehaney und Eryn Krueger Mekash) |

### Andere Auszeichnungen
Darüber hinaus wurde Mungle dreimal für die BAFTAs nominiert und zahlreiche Male für den Emmy, den er sechsmal gewinnen konnte.